# Corrente (Piauí)
Corrente é um município brasileiro localizado na extremidade meridional do estado do Piauí. A cidade é um dos principais centros regionais do sul do Piauí e fica próxima da divisa com o estado da Bahia, a poucos quilômetros da cidade de Formosa do Rio Preto (BA).

## Geografia
Localiza-se à latitude de -10°43282 e à longitude de -45°14922, estando a uma altitude de 438 metros. Possui uma área de 3045,9 km2.
Possui campos de pastagens e é banhado pelos rios Corrente e Paraim, além de vários riachos e riachões. É também porta de entrada para as nascentes do Rio Parnaíba. Alguns dos seus interiores são os rios Simplicío, Calumbí, Santa Marta, Vereda da Porta, Morro Redondo, entre outros.

## Demografia
Em 2022, a população do município foi contada pelo Instituto Brasileiro de Geografia e Estatística (IBGE) em 27 278 habitantes. Segundo o censo daquele ano, 13 787 habitantes eram homens e 13 491 habitantes mulheres. Ainda segundo o mesmo censo, 17 380 habitantes viviam na zona urbana e 9 898 na zona rural. Da população total de 2010, 7 753 habitantes (30,52%) tinham menos de 15 anos de idade, 15 957 habitantes (62,81%) tinham de 15 a 64 anos e 1 697 pessoas (6,68%) possuíam mais de 65 anos, sendo a esperança de vida ao nascer de 72,31 anos.
O Índice de Desenvolvimento Humano Municipal (IDHM) de Corrente é considerado médio pelo Programa das Nações Unidas para o Desenvolvimento (PNUD), sendo que seu valor é de 0,642 (o 11º maior do Piauí). Considerando-se apenas o índice de educação o valor é de 0,540, o valor do índice de longevidade é de 0,789 e o de renda é de 0,620. Em 2010, 40,16% da população estava abaixo da linha de pobreza e o coeficiente de Gini, que mede a desigualdade social, era de 0,60, sendo que 1,00 é o pior número e 0,00 é o melhor.

### Religião
| Religião       | %    |
| -------------- | ---- |
| Catolicismo    | 75,6 |
| Protestantismo | 18,6 |
| Outras         | 1,7  |
| Sem religião   | 4,1  |

## Política
A administração municipal se dá pelos Poderes Executivo e Legislativo. O representante do Poder Executivo de Corrente eleito nas eleições municipais em 2024 foi Filemon Paranaguá, do Partido Social Democrático (PSD), que conquistou um total de 11 658 votos (68,86% dos votos válidos), tendo João Vitor Azevedo como vice-prefeito.
O Poder Legislativo, por sua vez, é constituído pela câmara, composta por 11 vereadores eleitos para mandatos de quatro anos (em observância ao disposto no artigo 29 da Constituição). Cabe à casa elaborar e votar leis fundamentais à administração e ao Executivo, especialmente o orçamento participativo (Lei de Diretrizes Orçamentárias).